# 브리트니 앤드루스
브리트니 앤드루스(Brittany Andrews, 본명: 미셸 카멜 배리(Michelle Carmel Barry), 1975년 8월 13일 ~ )는 미국의 포르노 배우, 에로틱 댄서, 포르노 영화 감독이다. 1995년부터 포르노 배우로 활동했으며 2008년에는 AVN 명예의 전당에 올랐다.

## 출연작
- 배드 걸스 바이브: 맥서멈 베이브즈 (1995)
- 부브타운 (1995)
- 부점 버디즈 원 (1995)
- 브리터니 워셥 마이 벗 (1995)